# Our Band Could Be Your Life
Our Band Could Be Your Life: Scenes from the American Indie Underground, 1981–1991 — книга Майкла Азеррада. В книге рассказывается о карьере нескольких андеграунд-рок-групп, которые, хотя и не достигли большого успеха в мейнстриме, оказали огромное влияние на становление американской альтернативной и инди-рок музыки, в основном благодаря постоянным гастролям и изданию релизов на небольших местных инди-лейблах. Азеррад провёл множество интервью с участниками групп, и также провёл обширное исследование старых фанатских журналов, также как и многих других популярных газет и книг.
Идея о написании книги пришла Азерраду в голову, когда он смотрел мини-сериал об истории рок-музыки. По словам Азеррада, во время изучения панк-эпохи он заметил, что «она перескакнула прямо с Talking Heads к Nirvana. Я подумал: это ненормально. Я что потерял сознание на 10 минут? Я подумал, что кто-то должен сделать что-нибудь с этим. И, соответственно, у меня настал момент DIY, и я подумал: Может, мне самому стоит за это взяться?».
Название книги — первая строчка «History Lesson – Part II», автобиографической песни, написанной Майком Уоттом из Minutemen, одной из групп, представленных в книге. Эта песня, которая вошла в альбом Double Nickels on the Dime, описывает происхождение рабочего класса группы и популистские чувства: «Панк-рок изменил нашу жизнь.» Книга посвящена жизням Д. Буна (вокалист и гитарист Minutemen) и Боба Стинсона (гитарист The Replacements).
Книга сосредоточена на 13 группах:
- Black Flag (из Хермоса-Бича/Лос-Анджелеса, штат Калифорния)
- Minutemen (из Сан-Педро[англ.]/Лос-Анджелеса, штат Калифорния)
- Mission of Burma (из Бостона, штат Массачусетс)
- Minor Threat (из г. Вашингтона)
- Hüsker Dü (из Сент-Пола, штат Миннесота)
- The Replacements (из Миннеаполиса, штат Миннесота)
- Sonic Youth (из Нью-Йорка)
- Butthole Surfers (из Сан-Антонио, штат Техас)
- Big Black (из Эванстона/Чикаго, штат Иллинойс)
- Dinosaur Jr. (из Амхерста, штат Массачусетс)
- Fugazi (из Вашингтона)
- Mudhoney (из Сиэтла, штат Вашингтон)
- Beat Happening (из Олимпии, штат Вашингтон)

В честь 10-летия этой книги Азеррад организовал специальный концерт в Bowery Ballroom с одновремёнными группами и музыкантами для исполнения песен групп, описанных в данном произведении. Например, Тед Лео исполнил песни Minor Threat, а Titus Andronicus исполнили песни The Replacements.

## Отзывы критиков
В 2006 году The Observer оценили Our Band Could Be Your Life как одну из 50 лучших книг о музыке, когда-либо написанных. В 2009 году журнал Paste назвал книгу одной из 12 лучших книг о музыке десятилетия. Газета Los Angeles Times перечислила эту книгу в своём списке «46 самых важных книг о рок-музыке.» Критик Роберт Кристгау из Village Voice написал в рецензии на книгу следующее: «…Позвольте мне показать заслуженный большой палец книге Майкла Азеррада Our Band Could Be Your Life. Мой восторг: во время чтения этой 500-страничной истории инди-рока 80-х, я лишь использовал какую-нибудь зажигалку для освещения, чтобы не потянуть спину, вставая с места. Вся книга читается на одном дыхании».
Критик Эрик Уэйсбард написал в New York Times Book Review: «За десятилетия, которое охватывал Азеррад, инди-музыка Америки доказала, что рок мирового уровня может быть создан за рамками корпоративных структур…. Our Band Could Be Your Life страстно воскрешает тринадцать инди-групп… Азеррад мастер в извлечении военных историй музыкантов, и это движение обглоданных костей было полно таких исполнителей». Бенджамин Ньюджент из Time сказал, что эта книга «своевременное напоминание о том, что Кобейн и его компания были всего-лишь ключевым полком в пестрой армии альт-рока… Our Band Could Be Your Life повествует вплоть до самодельных постеров и ремонта тур-фургона, о том, как эти группы постепенно собирали достаточно большую аудиторию, чтобы привлечь внимание лейблов и критиков».
На веб-сайте книжных обзоров Baby Got Books сказано: «Если вы окончили среднюю школу (или, по крайней мере, собирались) в любое время между началом 1980-х и серединой 1990-х годов и имеете какой-никакой интерес к музыке, вы обязательно должны прочитать эту книгу. В то время как книга рассказывает истории коллективов, которые действительно вели инди/панковский образ жизни, она также проливает совершенно новый свет (не всегда благосклонный) на участников этих групп. Увлекательная вещь». Другой писатель утверждает, что «как часть истории музыки, эта книга важна. Ни одна из этих групп не получила широкого освещения в журналах мейнстрим-рока, в то время как они делали свою самую инновационную и существенную работу, а Азеррад проделал большую работу по сбору бывших участников групп, чтобы дать откровенные интервью… Тем не менее, книга разваливается под тяжестью своей собственной толпы равнодушных людей».